# Mauves-sur-Huisne
Mauves-sur-Huisne ist eine französische Gemeinde mit 524 Einwohnern (Stand: 1. Januar 2022) im Département Orne in der Region Normandie. Sie gehört zum Arrondissement Mortagne-au-Perche und zum gleichnamigen Kanton.

## Geografie
Der Namenszusatz zeugt vom Fluss Huisne. Nachbargemeinden sind Comblot im Nordwesten, Courgeon im Norden, Corbon im Nordosten, Cour-Maugis sur Huisne im Osten, Perche en Nocé  im Südosten, Belforêt-en-Perche im Südwesten und Le Pin-la-Garenne im Westen.

## Bevölkerungsentwicklung
| Jahr      | 1962 | 1968 | 1975 | 1982 | 1990 | 1999 | 2008 | 2015 |
| --------- | ---- | ---- | ---- | ---- | ---- | ---- | ---- | ---- |
| Einwohner | 577  | 581  | 673  | 694  | 654  | 677  | 629  | 565  |

## Sehenswürdigkeiten
- Kirche Saint-Pierre
- Pont Catinat, eine Brücke über die Huisne, Monument historique seit 1939

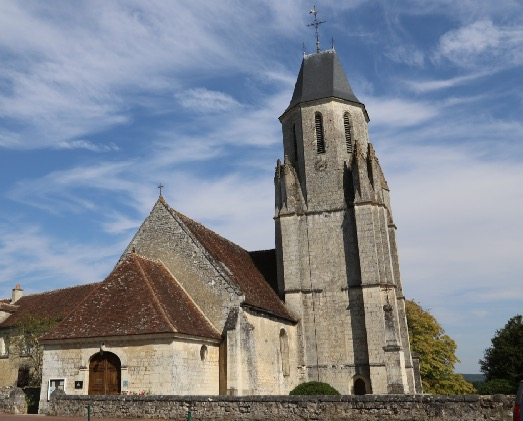
Südseite der Kirche Saint-Pierre
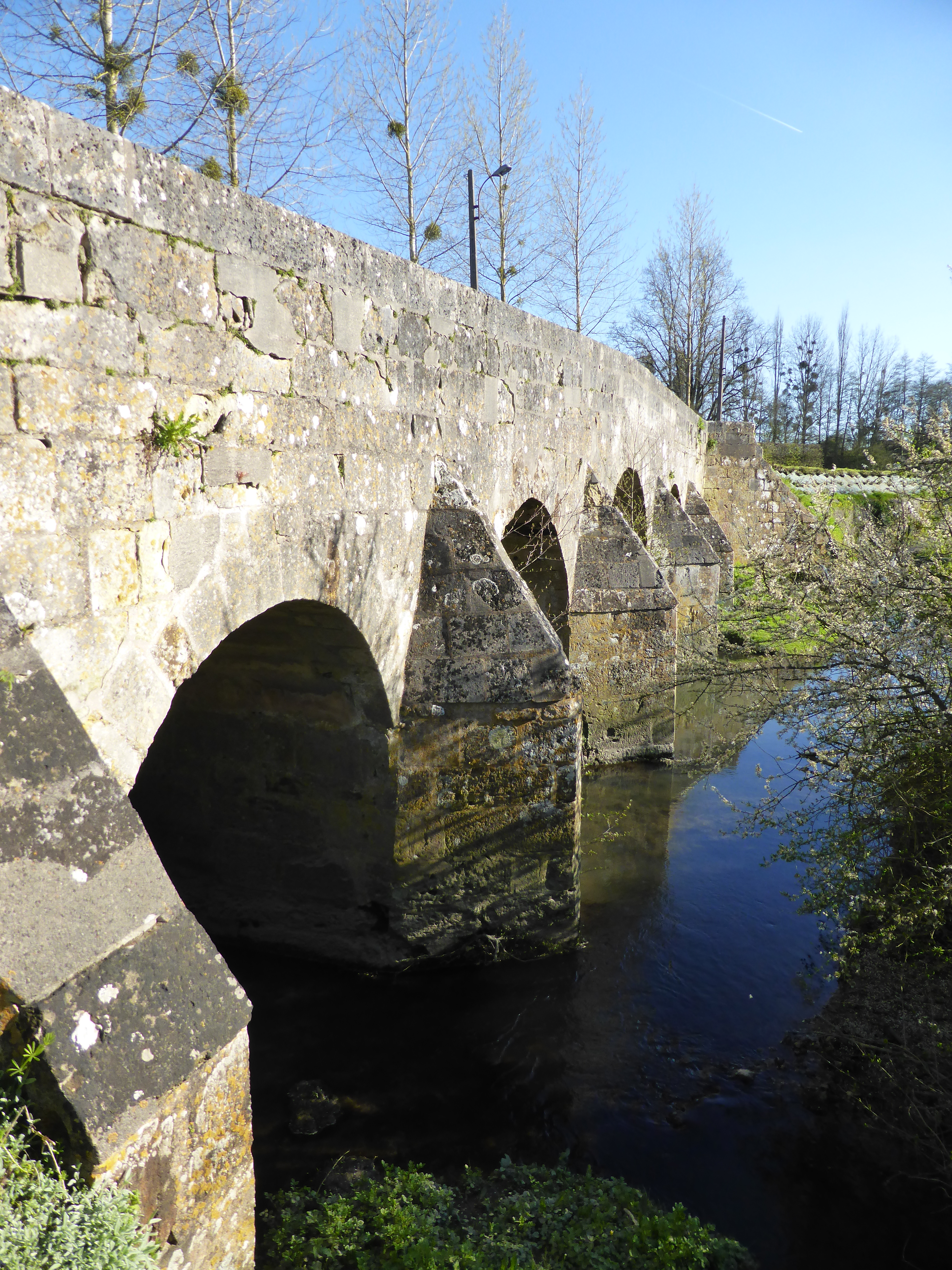
Pont Catinat